# Contulma talamanca
Contulma talamanca is een schietmot uit de familie Anomalopsychidae. De soort komt voor in het Neotropisch gebied.